# Iași Open 2024
Iași Open 2024 a fost un turneu de tenis profesionist care s-a jucat pe terenuri cu zgură, în aer liber. A fost cea de-a cincea ediție a turneului masculin care a făcut parte din ATP Challenger Tour 2024, și a treia ediție a turneului feminin care a făcut parte din Circuitul WTA 2024. A avut loc la Iași, România în perioada 8–14 iulie 2023 pentru bărbați și între 22–28 iulie pentru femei.

## Puncte și premii în bani

### Distribuția punctelor
| Probă           | Câștigător | Finalist | Semifinalist | Sfertfinalist | Runda 2 | Runda 1 | Q   | Q2  | Q1  |
| Simplu feminin  | 250        | 163      | 98           | 54            | 30      | 1       | 18  | 12  | 1   |
| Dublu feminin   | 250        | 163      | 98           | 54            | 1       | N/A     | N/A | N/A | N/A |
| Simplu masculin | 100        | 50       | 25           | 14            | 7       | 0       | 0   | 2   | 0   |
| Dublu masculin  | 100        | 60       | 36           | 20            | 0       | N/A     | N/A | N/A | N/A |

### Premii în bani
| Probă           | Câștigător | Finalist | Semifinalist | Sfertfinalist | Runda 2 | Runda 1 | Q2     | Q1     |
| Simplu feminin  | €30,650    | €18,110  | €10,010      | €5,750        | €3,512  | €2,512  | €1,860 | €1,200 |
| Dublu feminin*  | €11,150    | €6,270   | €3,600       | €2,150        | €1,652  | N/A     | N/A    | N/A    |
| Simplu masculin | €16,550    | €9,705   | €5,740       | €3,340        | €1,960  | €1,200  | €600   | €300   |
| Simplu masculin | €6,845     | €4,050   | €2,400       | €1,420        | €800    | N/A     | N/A    | N/A    |

*per echipă